# Adiantum subcordatum
Adiantum subcordatum är en kantbräkenväxtart som beskrevs av Olof Peter Swartz. Adiantum subcordatum ingår i släktet Adiantum och familjen Pteridaceae. Inga underarter finns listade.